# 9M119 Svir
El 9M119 Svir/9M119M Refleks es un misil antitanque guiado por láser desarrollado en la antigua Unión Soviética. Los misiles son similares pero su alcance efectivo varia, siendo en el primero efectivo hasta 10,2 kilómetros y en el segundo de hasta 14,2 kilómetros, equipados con su respectiva plataforma de lanzamiento. Estos pueden ser lanzados tanto como desde un tubo lanzador como de los cañones estándar de los calibres 100 o 125 mm.
Su nombre código en la OTAN es AT-11 Sniper. El nombre de Svir proviene del río Svir, mientras que Refleks significa reflejo. Una versión sin licencia también se construye tanto en China como en Corea del Norte.

## Uso y especificaciones
En el diseño y posterior construcción se dio una especial atención a la inmunidad a la acción de sistemas de contramedidas y al ruido de los cohetes emitían, así como a su posible uso en diversos condiciones climáticas.
Las ojivas de ambos misiles, tanto en las cargas tipo tándem como en los proyectiles de carga hueca, están compuestas de 2 cuerpos (la cabeza explosiva y el impulsor principal). La carga "Líder" está diseñada para destruir los blindajes y los bloques añadidos de blindaje reactivo. La carga básica proporciona la suficiente capacidad de penetración tanto para la armadura básica como para la destrucción del equipo añadido para la protección. Para atacar a la infantería, las construcciones y a los vehículos blindados ligeros se ha desarrollado una versión del misil equipada con una cabeza termobárica. 
Durante su vida útil de operación los misiles no requieren mantenimiento, salvo la inspección frecuente de su estado y desde el momento de su desempaque, está ya listo para el combate. La trayectoria de su vuelo -la cual es espiralada- hace que su penetración sea incrementada frente a los misiles convencionales.
Los misiles 9M119M "Invar" y 9M119M1 "invar-M" de propelente sólido, se usan en la configuración aerodinámica en la que se les adaptan unas "aletas de pato". La oficina de diseño de los misiles llevó a cabo y de forma específica la inclusión de un sistema de guía semi y automático, uno por medio de un rayo láser, y el otro por medio de un apoyo usando un radar. 
Entre los proyectiles antitanque estándar rusos, el misil 9M119M "Invar" fue adoptado en 1992, y el cohete 9M119M1 "Invar-M" sería puesto en servicio en la segunda mitad de la década de los años 1990.

## Tácticas de empleo
En su uso en los campos de batalla, o desde tanques se define el umbral de tope para abrir fuego. En los mismos cálculos el tanque se ve obligado a desplazarse para hacer uso de este misil siendo posible el abatirlo bajo fuego del enemigo, de hecho; antes del disparo se ha de convertir en un blanco móvil fácil de acertar, ya que desventajosamente debe estar en una posición semiestática para dispararlo. 
Teniendo en cuenta que el alcance máximo de los cañones de 120 mm, dependiendo del uso de proyectiles convencionales (perforante o acumulativos); está estimado en cerca de unos 2000 metros, la utilización de los misiles complejos "Refleks" les da una ventaja de casi tres kilómetros en el momento en que la munición sea disprada en un orden de tiempo de 3-5 minutos. 
Durante este tiempo, cada tanque tiene tiempo para lanzar de 5 a 10 misiles, teniendo en cuenta el tiempo necesario para poner en marcha y el acierto en el blanco.
Los modelos hechos a base de computadores, en donde se simulan las condiciones de combate reales entre los tanques T-90 y M1A1 "Abrams" (en donde cada bando cuenta con 10 tanques), se mostró que los aciertos a larga distancia de los misiles disparados desde el cañón de los primeros se destruyó hasta un 50-60% de los tanques M1A1 desplegados.[cita requerida]
Además, los misiles teledirigidos "Refleks/Invar-M"son un arma efectiva contra los helicópteros que plantean una grave amenaza para las unidades blindadas. En este alcance de altura de hasta 5 kilómetros se les ha de permitir que sean usados contra los helicópteros en vuelo rasante, o hasta para poder abatir los misiles enemigos (como los TOW, que sean disparados con una distancia de menos de 4 km) antes de su entrada en la zona de fuego efectivo.

## Usuarios

### Actuales
Rusia
- T72M1
- T72M1V
- T-90A
- T-90AM

 China
- Tipo 98/Tipo 99

 Croacia
- M-95

 India
- T-90S "Bhisma"
- Arjun

 Corea del Norte
- Ch'onma-ho
- P'ookpong-ho

 Serbia
- M-84AS

### Anteriores
Unión Soviética
- Usados en el T-72A, pasados a sus estados sucesores.

 Yugoslavia
- Usados en el T-72A y en el M-84, pasados a sus estados sucesores, mayoritariamente a Serbia y a Croacia.